# 錦綴海扇蛤
繡花海扇蛤（学名：Chlamys aurantiaca）为海扇蛤科錦海扇蛤屬下的一个种。